# 대구학산초등학교
대구학산초등학교는 대한민국 대구광역시 달서구에 있는 공립 초등학교이다.

## 역사
- 1990-12-05 대구학산초등학교 설립인가
- 1991-11-01 개교(36학급 편성), 초대 서관옥 교장 부임
- 1992-03-01 52학급 편성
- 1995-03-01 18학급 편성(특수 2학급)
- 1995-03-01 대구학산초등학교 병설유치원 개원(1학급), 유아방 개설
- 1997-11-20 도담실(5층) 신설 개관
- 2004-06-18 급식소 급식시설 선진화 사업
- 2004-10-27 학교 도서관 현대화 사업 준공
- 2005-08-31 각 교실 천정형 냉난방기 설치
- 2006-02-11 제15회 졸업(총 졸업생 수 2,499명)
- 2006-03-01 21학급 편성(특수학급 1학급 포함)
- 2006-09-04 과학실.보건실 현대화 준공
- 2008-02-21 제17회 졸업(총 졸업생 수 2744명)
- 2008-03-01 20학급 편성(특수학급 1학급 포함)
- 2009-02-16 제18회 졸업(총 졸업생 수 2846명)
- 2009-03-01 19학급 편성(특수학급 1학급 포함)
- 2010-02-11 제19회 졸업(총 졸업생 수 2934명)
- 2010-08-09 운동장 어린이 놀이시설 설치
- 2011-02-16 제20회 졸업(총 졸업생수 3023명)
- 2011-08-01 방송실, 도서실, 정보실 재정비 및 장애인 편의 시설 설치(보차도 분리)
- 2011-09-01 제10대 전구학 교장 부임
- 2012-01-01 내부 도색
- 2012-02-16 제21회 졸업(총 졸업생수 3087명)
- 2012-03-01 16학급 편성(특수학급 1학급 포함)
- 2013-02-01 Wee 센터 설치
- 2013-02-15 제22회 졸업(총 졸업생수 3169명)
- 2013-02-28 배움터 지킴이 초소 설치
- 2013-03-01 15학급 편성(특수학급 1학급 포함)
- 2014-03-01~2016-02-29 교실수업개선 시범학교 운영
- 2014-03-01 14학급 편성(특수학급 1학급 포함)
- 2014-09-05 2014년 1차 '학교폭력 제로학교'로 선정- 대구광역시 교육감 표창
- 2014-10-15 2014 역량기반 인성교육중심 교실수업개선 워크샵
- 2015-01-31 교문 설치
- 2015-02-17 제24회 졸업(총 졸업생수 3,297명)
- 2015-03-01 13학급 편성(특수학급 1학급 포함)
- 2015-06-17 2015 대구광역시교육감 지정 교실수업개선 시범학교 워크숍
- 2015-09-01 제11대 김재봉 교장 부임